# Almedina
Almedina és un municipi de la província de Ciudad Real, a la comunitat autònoma de Castella-la Manxa. Limita amb els contraforts de Sierra Morena al sud, i, a l'est, amb la província d'Albacete.

## Personatges cèlebres
- Bartolomé Jiménez Patón, humanista, autor de setze obres, la principal de les quals és Mercurio Trimegisto.
- Fernando Yáñez de la Almedina, pintor renaixentista, deixeble de Leonardo da Vinci.